# 데이터 스모그
데이터 스모그(Data Smog)는 미국의 저널리스트 데이비드 솅크(en)가 1997년에 펴낸 저서의 제목이자, 해당 저서에서 주장한 용어이다.
솅크는 해당 저서에서 인터넷의 발달, 특히 SNS의 활성화로 정보의 유통속도가 빨라지기는 했지만 불필요한 정보나 허위 정보들이 마치 대기오염의 주범인 스모그처럼 가상공간을 어지럽히고 있다고 지적하며 "더 많은 정보는 반드시 좋은 것인가?"라는 의문을 제기하고 이러한 정보들이 지나치게 많이 유포되는 현상을 데이터 스모그라는 용어로 정의내리고, 과거에는 정보 부족에 시달렸지만 지금은 정보 과잉의 시대에 살고 있는 만큼 데이터 스모그 현상에서 올바른 정보를 찾을 수 있는 능력을 갖춰야 하며 전문가들은 그를 위해 '정보를 위한 정보'를 찾아야 한다고 주장했다. 최근 늘어나는 가짜 뉴스들을 걸러서 보는 능력을 길러야 한다.